# Fiorinia vacciniae
Fiorinia vacciniae är en insektsart som beskrevs av Kuwana 1925. Fiorinia vacciniae ingår i släktet Fiorinia och familjen pansarsköldlöss. Inga underarter finns listade i Catalogue of Life.